# Isabelle Sadoyan
Isabelle Sadoyan (Lyon, 1928. május 12. – 2017. július 10.) örmény származású francia színésznő.

## Filmjei

### Mozifilmek
- Az élet dolgai (Les choses de la vie) (1970)
- L'alliance (1971)
- Les camisards (1972)
- Klein úr (Mr. Klein) (1976)
- vágy titokzatos tárgya (Cet obscur objet du désir) (1977)
- L'adolescente (1979)
- A bankárnő (La banquière) (1980)
- L'homme fragile (1981)
- A Sant Souci-i járókelő (La passante du Sans-Souci) (1982)
- Martin Guerre visszatér (Le retour de Martin Guerre) (1982)
- Kisvárosi fojtogató (Les fantômes du chapelier) (1982)
- Itinéraire bis (1983)
- La bête noire (1983)
- L'air du crime (1984)
- Elmenni, visszajönni (Partir, revenir) (1985)
- Metró (Subway) (1985)
- Tristesse et beauté (1985)
- Sans odeur (1985, rövidfilm)
- Egy férfi és egy nő 20 év múlva (Un homme et une femme, 20 ans déjà) (1986)
- Flagrant désir (1986)
- Châteauroux district (1987)
- Vigyázz jobbról (Soigne ta droite) (1987)
- Embrasse-moi (1989)
- Après la guerre (1989)
- In the Eye of the Snake (1990)
- Mayrig (1991)
- 588 rue Paradis (1992)
- Három szín: Kék (Trois couleurs: Bleu) (1993)
- Carences (1994)
- Le petit garçon (1995)
- Péché véniel... péché mortel... (1995)
- A csalétek (L'appât) (1995)
- Nyomorultak (Les misérables) (1995)
- És a nyolcadik napon... (Le huitième jour) (1996)
- La Sicilia (1997)
- A lápvidék gyermekei (Les enfants du marais) (1999)
- Origine contrôlée (2001)
- Aram, a titkosügynök (Aram) (2002)
- Le passager de l'été (2006)
- Les murs porteurs (2007)
- Didine (2008)
- Nyári időszámítás (L'heure d'été) (2008)
- Lányok feketében (Des filles en noir) (2010)
- Un baiser papillon (2011)
- Tékozló szív (Thérèse Desqueyroux) (2012)
- Vandal (2013)
- Coup de chaud (2015)
- A pótolhatatlan Werner doktor (Médecin de campagne) (2016)
- 3 visages (2017, rövidfilm)
- Ismael szellemei (Les fantômes d'Ismaël) (2017)

### Tv-filmek
- Le chien qui a vu Dieu (1970)
- Un jeune homme seul (1974)
- Madame Bovary (1974)
- Charter 2020 (1980)
- Mérette (1982)
- Mayrig (1993)
- Point d'orgue (1993)
- Le malingot (1995)
- Le goût des fraises (1998)
- Aller-retour dans la journée (2006)
- Elles et moi (2008)
- L'affaire Salengro (2009)
- Les fausses confidences (2010)
- Les châtaigniers du désert (2010)
- La clef des champs (2014)
- Dans la tête d'un juré (2016)

### Tv-sorozatok
- Médecins de nuit (1980, egy epizódban)
- Cinéma 16 (1983, egy epizódban)
- Az én történetem (C'est mon histoire) (1993, egy epizódban)
- Cycle Simenon (1995, egy epizódban)
- Docteur Sylvestre (1996, egy epizódban)
- Justice (1999, egy epizódban)
- Louis la brocante (2006, egy epizódban)
- Visszajárók (Les Revenants) (2015, egy epizódban)
- Un village français (2016, négy epizódban)